# 1082
سنة 1082 كانت سنة بسيطة تبدأ يوم السبت (الرابط يظهر نموذج التقويم الكامل للسنة) من التقويم اليولياني.

## أحداث
- الأمبراطور الروماني هنري الرابع يحاصر روما ويدخلها؛ يعقد مجمع كنسي من قبل الرومان للبت في الخلاف بين هنري والبابا غريغوري السابع.

## مواليد
- 2 نوفمبر مولد هويزونغ امبراطور الصين.
- ياروبولك الثاني.
- ريموند برانجيه الثالث.
- محمد بن ملكشاه.

## وفيات
- إبراهيم الحضرمي
- ابن ماكولا